# Pederàstia a l'antiga Grècia

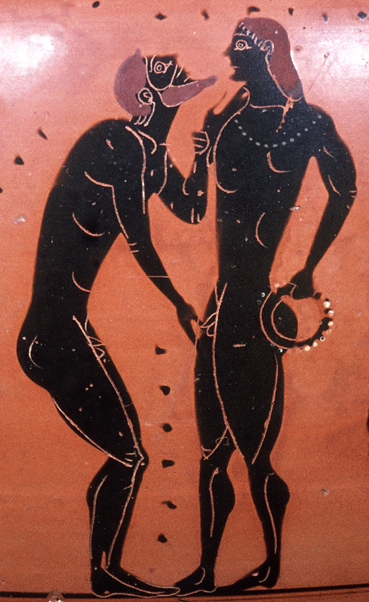
Escena d'un festeig pederasta.
Detall d'una àmfora atenenca pintada amb figures negres del. L'home amb barba està representat en un tradicional gest de festeig pederasta, amb una mà buscant acariciar al jove i l'altra tocant la seva barbeta mirant-lo als ulls.

La pederàstia grega (del grec παιδεραστία), idealitzada pels grecs des de l'època arcaica, era una relació entre un jove adolescent (ἐρώμενος, erōmenos, 'estimat') i un home adult que no pertanyia a la seva família propera (ἐραστής, erastēs, 'amant'). Va sorgir com una tradició aristocràtica educativa i de formació moral. Els grecs la consideraven per això un element essencial de la seva cultura ja des dels temps d'Homer. És important assenyalar que la diferència d'edat entre erōmenos i erastēs és paral·lela a la que es donava entre els membres del matrimoni a l'antiga Grècia: un home en la trentena i una joveneta d'entre quinze i divuit anys. També cal remarcar que l'erōmenos era un adolescent ja entrat en la pubertat i no un nen, com s'entén en el concepte actual de pederàstia.
El terme deriva de la combinació de dos vocables grecs: παιδ- (arrel de παῖς, παιδός, 'nen' o 'noi') i ἐραστής (erastēs, 'amant'; cf. erotisme). En un sentit més ampli, la paraula es refereix a l'amor eròtic entre adolescents i homes adults. Els grecs consideraven normal que un home se sentís atret per la bellesa d'un jove, tant o més que per la d'una dona. Només hi havia controvèrsia sobre la forma en què havia d'expressar-se aquest desig.
La pederàstia estava molt relacionada amb la tradició atlètica i artística de la nuesa en la gimnàstica, amb el costum de matrimonis tardans per als homes, amb els convits i amb el fet que les dones estiguessin recloses a les seves llars. També era una cosa fonamental per a l'entrenament militar grec i un factor important en la formació de les seves tropes.

## Context

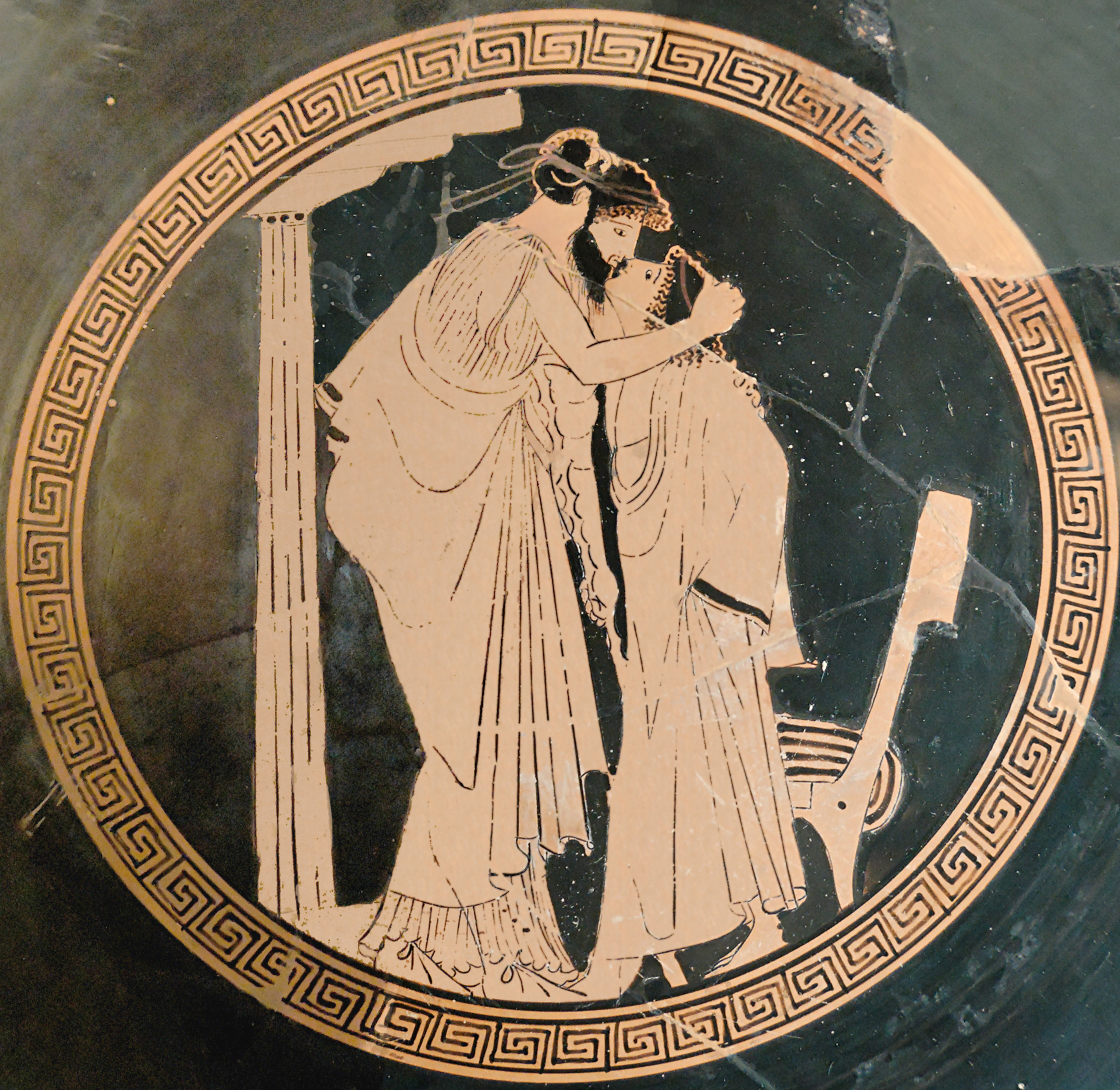
Kylix àtic que representa un amant (ἐραστής) besant el seu amat (ἐρώμενος). Les representacions d'escenes pederàstiques són abundants en l'art grec.

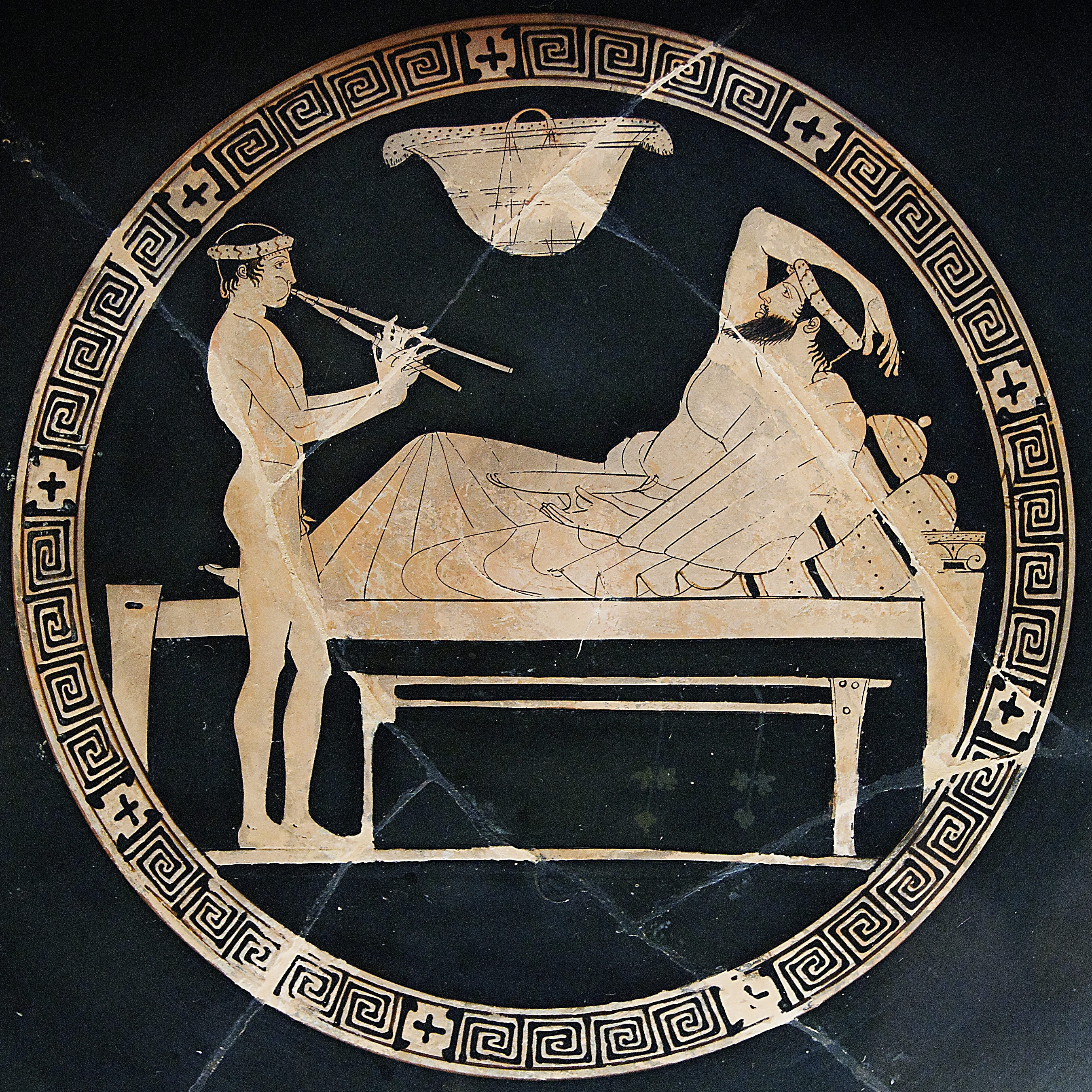
Un jove nu toca l'aulos per al comensal d'un convit. Copa vermella àtica, pintor d'Eveó, 460 a.C. - 450 a.C.

La forma més comuna de relacions sexuals entre homes a Grècia era la paiderastia, combinació de dos vocables grecs: παιδ- (arrel de παῖς, παιδός, 'nen' o 'noi') i ἐραστής (erastēs, 'amant'; cf. erotisme). D'aquest terme, que significava 'amor de nen', prové la paraula pederàstia. La pederàstia, tal com s'entenia a l'antiga Grècia, era una relació entre un home adult i un jove adolescent. A Atenes l'home adult era anomenat erastés i s'encarregava d'educar, protegir, estimar i donar exemple al seu estimat. El jove era anomenat eròmen i la seva retribució a l'amant era la seva bellesa, joventut i compromís.
Existien elaborats protocols socials per protegir els joves del deshonor associat a ser penetrat. S'esperava que l'eròmen respectés i honrés a l'erastés, però no que el desitgés sexualment. Encara que ser cortejat per un home adult era pràcticament una prova d'homenia per als joves, un jove amb desig sexual recíproc envers el seu erastés havia d'afrontar un estigma social considerable.
Els antics grecs, en el context de les ciutats estat pederastes, van ser els primers a descriure, estudiar, sistematitzar i establir la pederàstia com a institució social i educacional. Era un element important de la vida civil, militar, filosòfica i artística. Existeix cert debat entre els experts sobre si la pederàstia es donava en totes les classes socials o si estava majoritàriament limitada a l'aristocràcia.
La moralitat de la pederàstia va ser exhaustivament analitzada a l'antiga Grècia, sent considerats alguns dels seus aspectes com a infames i uns altres com el millor que la vida podia oferir. En el diàleg platònic de les Lleis, la pederàstia carnal és descrita com a "contrària a la naturalesa"; no obstant això, els interlocutors d'aquest diàleg reconeixen que una iniciativa per l'abolició de la pederàstia seria impopular en la majoria de les ciutats estat gregues.

## Història

### Possibles orígens

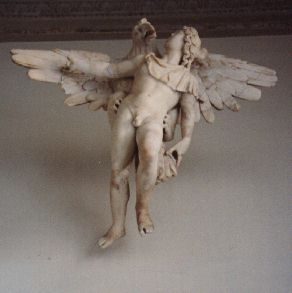
Zeus en forma d'àguila rapta a Ganimedes.

Els grecs antics van ser els primers a descriure, estudiar, sistematitzar i establir la pederàstia com una institució. Múltiples teories intenten explicar l'origen d'aquesta tradició. Una escola de pensament, representada per Bernard Sergent, sosté que el model de la pederàstia grega va evolucionar a partir dels ritus de pas a l'edat adulta indoeuropeus, els quals al seu torn tenien les seves arrels en les tradicions xamanístiques neolítiques.
Segons una altra explicació, exposada per acadèmics anglesos com William Percy, la pederàstia va sorgir a l'antiga Creta al voltant de l'any 630 aC com un mitjà de controlar la natalitat, retardant l'edat mitjana del matrimoni dels homes fins a la trentena.
Una altra teoria explica la pederàstia des del punt de vista que tenia l'aristocràcia masculina grega sobre els sexes: els grecs es consideraven com una raça il·lustrada, però no incloïen a les dones en tal definició. Per tant, només podien establir una relació amorosa entre iguals amb un altre home igualment il·lustrat. Aquest concepte masclista dels homes com l'únic sexe il·lustrat es dona en altres cultures coetànies (vegeu cultura romana i semita com a exemples), però només a Grècia se segueix la tolerància a la pederàstia.

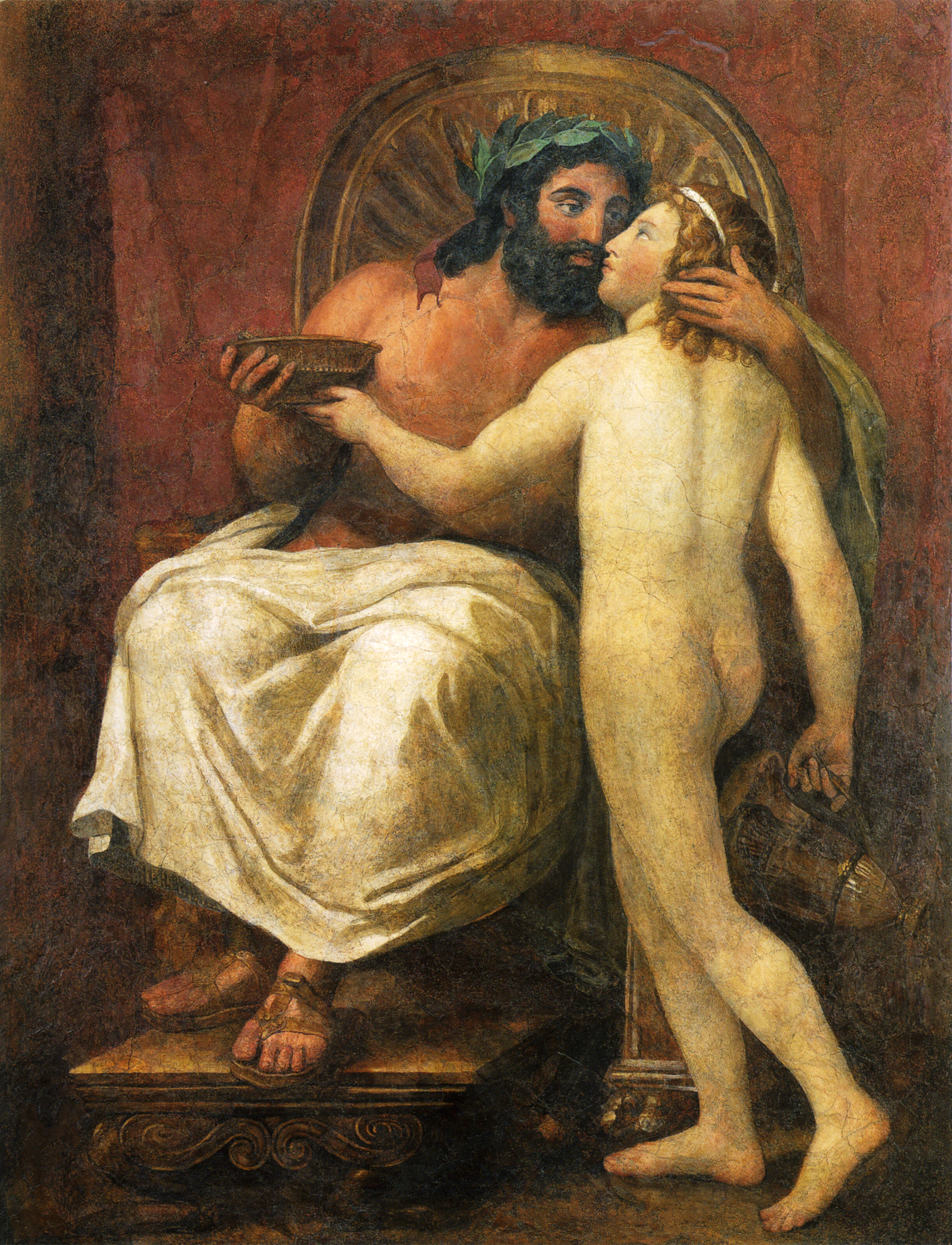
Zeus i Ganimedes. Anton Raphael Mengs. 1758-59.

Els primers textos literaris grecs, els poemes homèrics, no esmenten de forma explícita pràctiques pederastes. Nombroses teories intenten explicar aquest silenci. Una d'elles, àmpliament sostinguda, és la hipòtesi dòria establerta en primer lloc per Karl Otfried Müller. Segons aquesta teoria, la pederàstia va ser introduïda per les tribus guerreres dòries que van conquerir Grècia al voltant de l'any 1200 aC Aquestes es van establir en la major part del Peloponès, així com a les illes de Creta, Santorini i Rodes, expulsant als jonis, molts dels quals van partir cap a l'Àsia Menor, encara que van quedar enclavaments jonis en importants ciutats de l'Àtica i d'Eubea. Segons aquesta hipòtesi, sent Homer un poeta joni, no és sorprenent que en la seva obra no aparegui aquesta pràctica, d'origen dori. Una altra hipòtesi és que l'estil èpic va excloure alguns temes, entre ells les relacions pederastes. No obstant això, les obres d'Homer al·ludeixen indirectament a relacions homoeròtiques, com quan s'esmenta el mite de Zeus i Ganimedes en la Ilíada i l'Himne homèric a Afrodita. D'altra banda, encara que la Ilíada no aclareix la naturalesa exacta de la relació entre Aquil·les i Pàtrocle, deixa oberta la possibilitat d'una lectura homoeròtica.

### Variants
La pederàstia no es practicava de la mateixa manera en tota l'antiga Grècia, doncs hi havia una gran diversitat de formes segons les regions i el període on es dugués a terme. En algunes zones, com a Beòcia, l'home i el noi s'unien formalment i vivien junts en parella. En unes altres, com a Elis i Atenes, es convencia amb regals als joves perquè mantinguessin una relació de festeig, i en unes poques, com Jònia, aquestes relacions estaven completament prohibides. D'altra banda, malgrat tot el que s'ha dit sobre els espartans, sembla que practicaven la pederàstia d'una forma gairebé casta. Un home lliure podia enamorar-se d'un jove, proclamar-ho públicament i cortejar-lo fins que aquest l'acceptés com a company.
Totes les variants tenien, no obstant això, característiques comunes: l'erastés es convertia sempre en una espècie de tutor legal, mentor i amic del noi. Diferien en els rituals, en la forma de convivència i el grau d'intimitat que aconseguia la parella.
Alguns poetes, com Teognis i Anacreont, s'autodefinien com a pederastes. En presentar-se d'aquesta manera tractaven d'encarnar els seus propis ideals en la tradició. En el cas de Teognis, la pederàstia era política i pedagògica, una forma que l'elit masculina tenia de traspassar la seva saviesa i valors als seus estimats. En canvi, les idees d'Anacreont són hedonistes, tant eròticament com espiritualment; però no per això resulten menys idealistes que les de Teognis, doncs promulgava com a virtut la moderació dels amants.

### Polèmica
Michel Foucault afirma que en la cultura grega la qüestió de la pederàstia es va debatre ja com un problema i va ser "objecte d'una especial i intensa preocupació moral", centrada principalment en la castedat o la moderació en la relació amb l'erōmenos. No obstant això, aquestes conclusions solament podrien ser certes pel que es refereix als textos del període clàssic a Atenes, ja que en l'època arcaica, lluny de considerar-se un problema, la pederàstia s'associava de forma general als més alts ideals.
Jeremy Bentham ofereix un punt de vista diferent en un assaig escrit el 1785 i publicat pòstumament el 1978. Segons Bentham, la qual cosa condemnaven els grecs no era la relació homosexual en si, sinó la falta de moderació que podia donar-se en ella, que també condemnaven en la relació amb les dones: «Haurien d'avergonyir-se del que es considera un excés i una feblesa, avergonyir-se d'un costum que tendeix a distreure als homes d'ocupacions més valuoses i importants, haurien d'avergonyir-se dels seus excessos i la seva feblesa amb les dones.»
A més, l'estudi de la pederàstia grega resulta complicat perquè els documents que tracten sobre ella han estat objecte d'una destrucció sistemàtica des de l'antiguitat. De totes les obres gregues el tema principal de les quals era l'amor entre persones d'un mateix sexe, cap ha sobreviscut; almenys un historiador ha insinuat que «les obres homosexuals van ser deliberadament suprimides o destruïdes o simplement es van perdre amb el pas del temps». De fet, només un petit percentatge de la literatura antiga ha arribat fins als nostres dies. No obstant això, hi ha algunes excepcions notables a aquest panorama general, com els textos d'Estrató de Sardes i els Amors de Llucià.

### Evolució i extinció
La pederàstia grega va travessar una sèrie de canvis al llarg del mil·lenni en què va existir fins a desaparèixer com a institució oficial. En el cas d'Atenes, sembla que aquestes relacions van esdevenir després d'una gran cautela en l'època arcaica en una pràctica més carnal i sense restriccions en l'època clàssica, seguida d'una tornada a una forma més espiritual en les seves últimes etapes, que s'assemblava als seus començaments. La seva fi com a pràctica oficial va arribar amb un decret de l'emperador Justinià: el mateix que també va posar fi a altres institucions que sustentaven la cultura clàssica, com els Jocs Olímpics de l'antiguitat i l'Acadèmia de Plató.

## Debats filosòfics
Sòcrates, Plató i Xenofont van descriure els poders inspiradors de l'amor entre homes, encara que van menysprear la seva expressió física. Després de la mort de Plató, la direcció de l'Acadèmia va passar d'amant en amant. Els estoics, Crisip, Cleantes i Zenó es van enamorar d'homes joves. El tema de la pederàstia va ser objecte d'extenses anàlisis. Alguns dels principals dilemes discutits van ser:

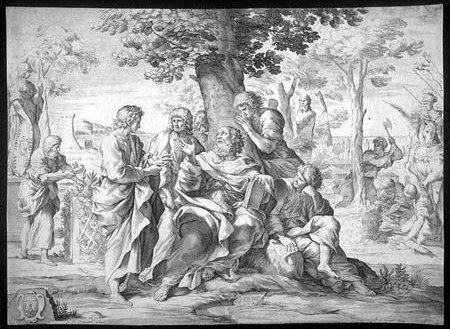
Sòcrates i els seus alumnes, de Johann Friedrich Greuter (gravat del segle XVII).

- Com ha de ser la pederàstia, casta o eròtica?
- La pederàstia està bé o malament?
- La pederàstia és millor o pitjor que l'amor amb dones?

Sòcrates, com ve reflectit en els escrits de Plató, sembla partidari de les relacions pederastes castes, marcant un equilibri entre el desig i l'autocontrol. Deixant de costat la consumació de la relació, Sòcrates emfatitza l'amistat i l'amor entre companys. Critica durament els enamoraments merament físics; per exemple, es burla de l'atracció de Críties per Eutidem, comparant-la amb el comportament d'un «porquet que es grata contra una roca». Tanmateix, això no va evitar que ell mateix freqüentés els bordells de nois, on va comprar, per alliberar-lo, al seu futur amic i estudiant Fedó d'Elis, ni va deixar per això de descriure la seva excitació sexual en albirar el bell cos nu de Càrmides sota la seva túnica oberta.
L'amor de Sòcrates per Alcibíades, que va ser més que correspost, es pren com a exemple de la pederàstia casta. Plutarc i Xenofont en les seves descripcions de la pederàstia espartana afirmen que, malgrat la bellesa dels seus nois, les parelles pederastes es mantenien generalment castes (contràriament a les tradicions de Creta).
Les relacions masculines van ser presentades de manera complexa, unes vegades com a honorables i unes altres com deshonroses. Però per a la immensa majoria dels historiadors antics, si un home no havia tingut un jove com a amant, això indicava una fallada de caràcter. Plató en les seves primeres obres (com el Simposi i Fedre) no qüestiona els principis de la pederàstia i afirma de les relacions amb els del mateix sexe:
Pel que sé, no hi ha major benedicció per a un home jove que està començant a viure que un amant virtuós, o per a un amant que un jove estimat. Per principi, dic que cap llaç, honor, riquesa ni cap altra cosa és digne d'implantar-se com l'amor. De què estic parlant? Del sentit d'honor i del deshonor, sense el qual cap estat o individu podria haver fet alguna labor bona o gran... I si pogués inventar-se alguna cosa perquè un estat o un exèrcit es compongués dels amants i els seus estimats, serien els millors governants de les seves ciutats, corregint-se els seus defectes i emulant les seves virtuts, i és una exageració petita dir que si lluitessin els uns al costat dels altres, encara que fos solament amb les mans, aconseguirien conquerir el món.
No obstant això, en la seva obra tardana Les lleis parla de la decadència en la qual està submergida la pederàstia atenesa tradicional, acusa a la pederàstia de promoure la disputa civil i estar tornant bojos a molts, i recomana la prohibició dels intercanvis sexuals amb nois, proposant que es busqui una forma de donar-los fi.
Altres escriptors, a través de «debats» entre amants dels nois i amants de les dones, han deixat constància d'altres arguments a favor i en contra de la pederàstia. Els detractors qualificaven d'«antinaturals» les relacions entre homes i nois, argumentant que no es donen entre «els lleons i els ossos». Uns altres adduïen per no practicar la pederàstia tradicional que estava ideada perquè el fort se satisfés a costa del feble. Al capdavant d'aquestes denúncies estava la castració de nois esclaus. Diu Luci: «la desvergonyida i tirànica violència ha arribat a mutilar la naturalesa amb un ferro sacríleg, que esbocina la masculinitat dels nois per perllongar l'ús que es fa d'ells».

## Aspectes socials

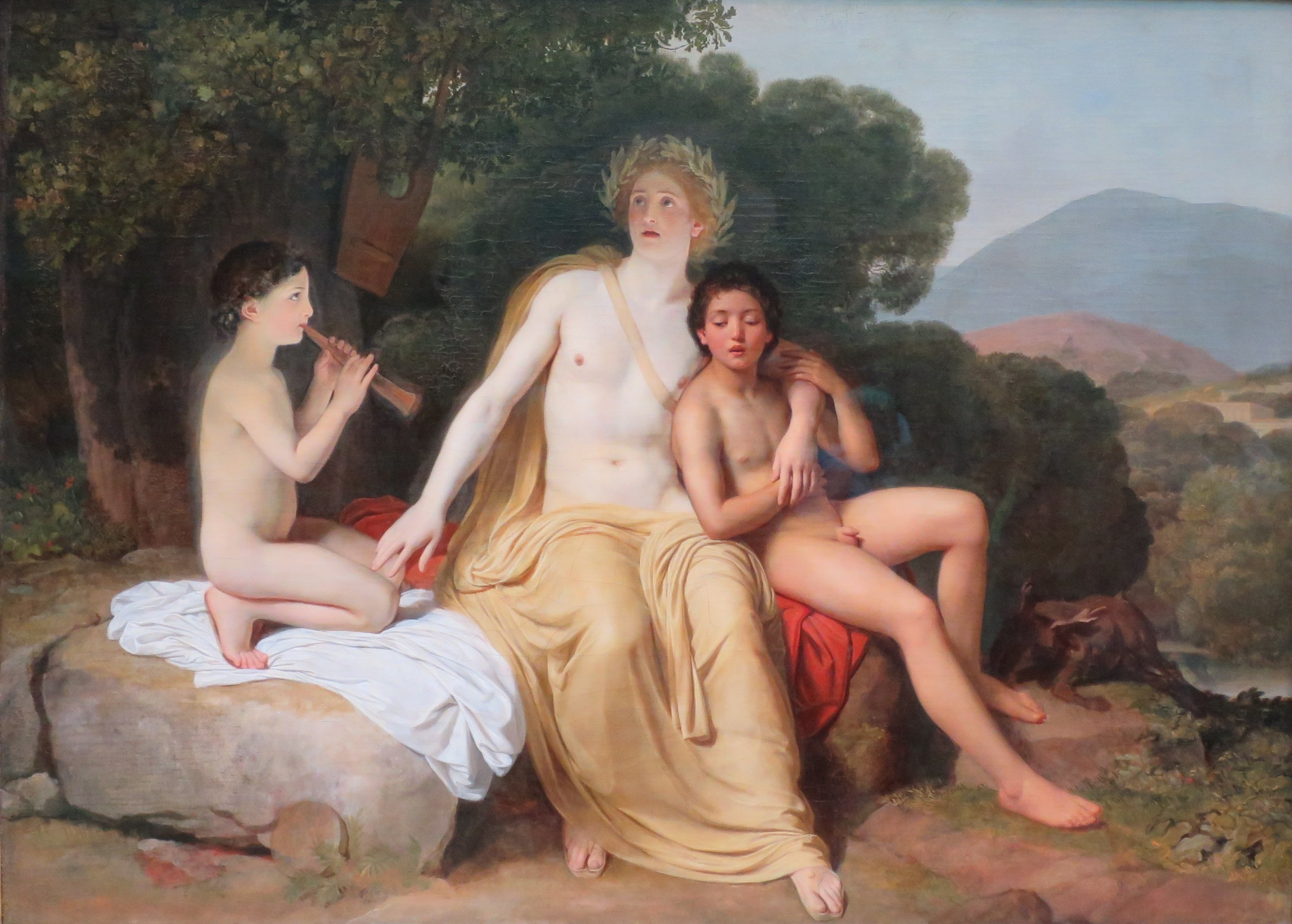
Apol·lo, Jacint i Ciparis. Aleksandr Ivànov. 1834.

La relació erastés-eromenos era fonamental per al sistema social i educatiu de la Grècia clàssica. Tenia complexes normes d'etiqueta socials tant en l'àmbit social com a sexuals i es considerava una institució entre les classes superiors. L'amant adquiria l'estatus d'un familiar masculí o mentor de l'estimat. La seva tutoria estava sancionada per l'Estat, com evidencien les lleis que regulaven i controlaven aquesta relació. Així mateix estaven consagrades per l'estament religiós, com es pot veure en multitud de mites que descriuen tals relacions entre un déu i un heroi (Apol·lo i Jacint, Zeus i Ganimedes, Hèracles i Files i Pan i Dafnis; i entre dos herois: (Aquil·les i Pàtrocle, Orestes i Pílades). És interessant destacar que els grecs intentaven projectar aparença de pederàstia, en les maneres, en aquestes dues parelles, tot i que totes les proves demostren que aquests dos mites van ser originalment creats per simbolitzar una relació entre iguals de dos adults.
En les fonts literàries, la pederàstia és descrita principalment com una institució reservada als ciutadans lliures.
Els documents històrics i també mitològics suggereixen que la relació pederasta requeria el consentiment del pare del noi. A Creta es duia a terme un rapte ritual, abans del qual el pare del noi havia d'autoritzar-la i donar el vistiplau al pretendent valorant la seva honorabilitat. A Atenes, com afirma Sòcrates en el Simposi de Xenofont: «L'amant honrat res (del que incumbeix al noi) oculta al pare». El terme traduït com a «honrat» és καλοκἀγαθίᾳ, literalment «home perfecte, com hauria de ser un home». Això concorda amb l'important paper del patriarcat grec que tenia dret de vida o mort sobre els fills. També coincideix amb la importància que un fill suposava per a un pare. A més dels llaços afectius entre ells, un fill home era l'única esperança per a la supervivència d'un cognom, de la seva fortuna i llinatge. Per protegir als seus fills d'intents inadequats de seducció, els pares els assignaven esclaus anomenats pedagogue per vigilar-los. Encara que, d'acord amb Aechines, els pares atenesos resaven perquè els seus fills fossin macos i atractius, sabent que això atrauria l'atenció dels homes i "es barallarien per ser l'objecte de la seva passió". El noi, per ser objecte de desig, havia de reunir els requisits per a una relació pederasta: havia de ser kalós (καλός), bell, i agathós (ἀγαθός), bo, valent, just i modest. S'esperava del jove que fos difícil i no es deixés conquerir fàcilment.
Els nois començaven en la pubertat a mantenir aquestes relacions, aproximadament a la mateixa edat a la qual les noies eren lliurades en matrimoni, també a marits bastants anys més grans. Hi havia una diferència entre tots dos tipus d'enllaços: els nois generalment havien de ser cortejats i eren lliures per triar a la seva parella; les noies en canvi no tenien elecció i els seus matrimonis eren concertats entre el pare i el pretendent. I sovint eren usades en acords per obtenir benefici econòmic o polític.
El patró general era que el membre jove mantingués aquesta relació fins que aconseguís la maduresa. La pederàstia estava àmpliament acceptada com a part del ritual de pas a la maduresa masculina, encara que aquesta funció és encara debatuda.
La funció principal de la relació sembla que era la introducció del jove en la societat adulta i les responsabilitats adultes. Per a aquest fi s'esperava del mentor que ensenyés al jove o que vetllés per la seva educació, i que donés els regals cerimonials oportuns. Per exemple, a Creta eren un bou, una armadura i un calze. Representaven les àrees de l'agricultura, guerra i religió en els quals havia de desenvolupar-se. A Beòcia, el l'eromenos rebia un equipament militar complet. A més molts dels regals estaven vinculats a la funció educativa, com a instruments musicals o de caça. El llaç entre els dos participants sembla que estava basat en part pel desig i l'amor (generalment expressat sexualment) i en part pels interessos polítics d'ambdues famílies. Un aspecte important era l'amistat entre tots dos, expressada pel proverbi de l'època: «Un amant és el millor amic que un noi tindrà mai.»

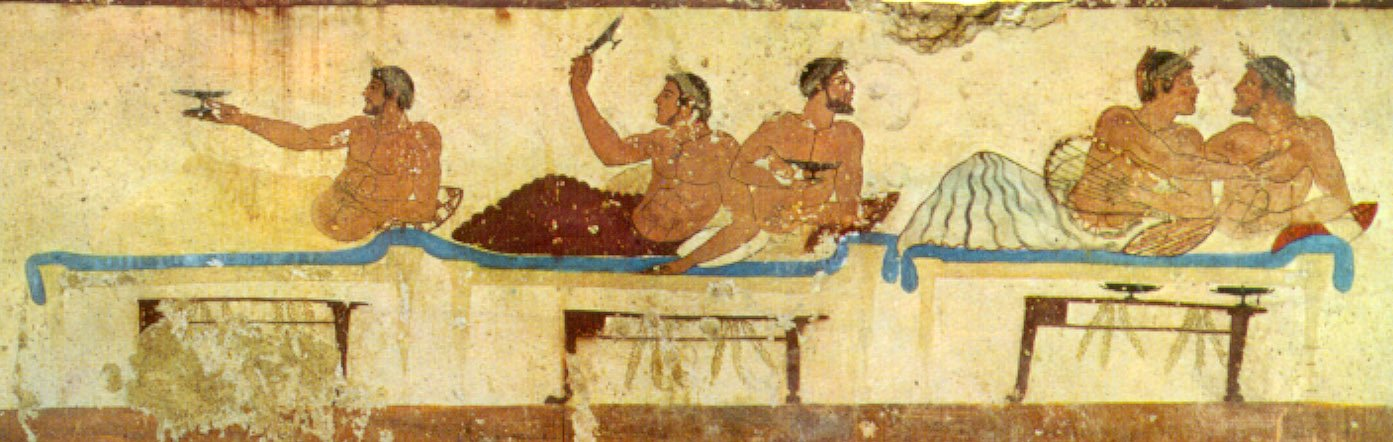
Parelles pederastes en un simposi, tal com es mostra en un fresc d'una tomba de la colònia grega de Paestum, a Itàlia.

Aquestes relacions eren obertes i públiques i fins i tot formaven part de la biografia d'una persona. Així, quan els historiadors espartans escrivien sobre un personatge, generalment indicaven de qui havia escoltat o de qui s'havia inspirat.
Per al noi, i la seva família, representava un gran avantatge tenir un mentor més gran i influent que ampliés la seva xarxa social. Així, alguns consideraven desitjable haver tingut molts amants/mentors en els seus anys joves per dues raons: per demostrar el seu atractiu físic i per poder forjar-se una important posició social en el futur. Sovint, després d'haver acabat la seva relació sexual i quan el jove ja s'havia casat, es mantenien forts llaços d'amistat amb el seu erastés per a tota la vida. Els grecs lloaven a aquests amants que continuaven el seu amor després de la maduresa dels seus estimats, dient: «Pots aixecar un toro si el vas portar de vedell».
La pederàstia va ser la forma idealitzada i formal de l'homoerotisme amb joves, encara que com en altres costums socials, van existir altres variants menys idíl·liques, com la prostitució o l'ús de nois esclaus. No obstant això, altres formes van estar prohibides: com que un esclau fes l'amor amb un noi (encara que el seu accés a les dones no estava impedit) o pagar als nois o homes joves lliures a canvi de sexe. Els joves que haguessin venut els seus favors sexuals, eren generalment ridiculitzats i estigmatitzats, en la seva vida futura se'ls prohibia exercir certes funcions oficials. L'acusació del polític atenès Èsquines, el 346 aC, en el seu discurs Contra Timarc és un exemple de com aquestes regulacions eren usades per obtenir avantatge polític. En els seus discursos contra el manteniment dels drets polítics de Timarc, un experimentat polític de mitja edat, argumenta que aquest en la seva adolescència va ser el mantingut d'una sèrie d'homes benestants. Èsquines va guanyar el cas i Timarc va ser condemnat a l'atimia. Però Èsquines és acurat en reconèixer el que tots sabien a Atenes: les seves relacions amoroses amb joves macos i els poemes eròtics que els dedicava, així com les dificultats en les quals es va veure ficat per aquests, cap de les quals, es va apressar a assenyalar, va ser a canvi de diners.
Encara que legal, no era infreqüent que la relació fracassés, i es deia sobre molts nois que «no odiaven a ningú tant com a l'home que va ser el seu amant». Vegeu com a exemple la mort de Filip II. Per això, els cretencs feien declarar al noi si la relació havia estat del seu grat, donant-li així una oportunitat de trencar-la si s'havia exercit qualsevol violència contra ell.

## Relació amb l'esport

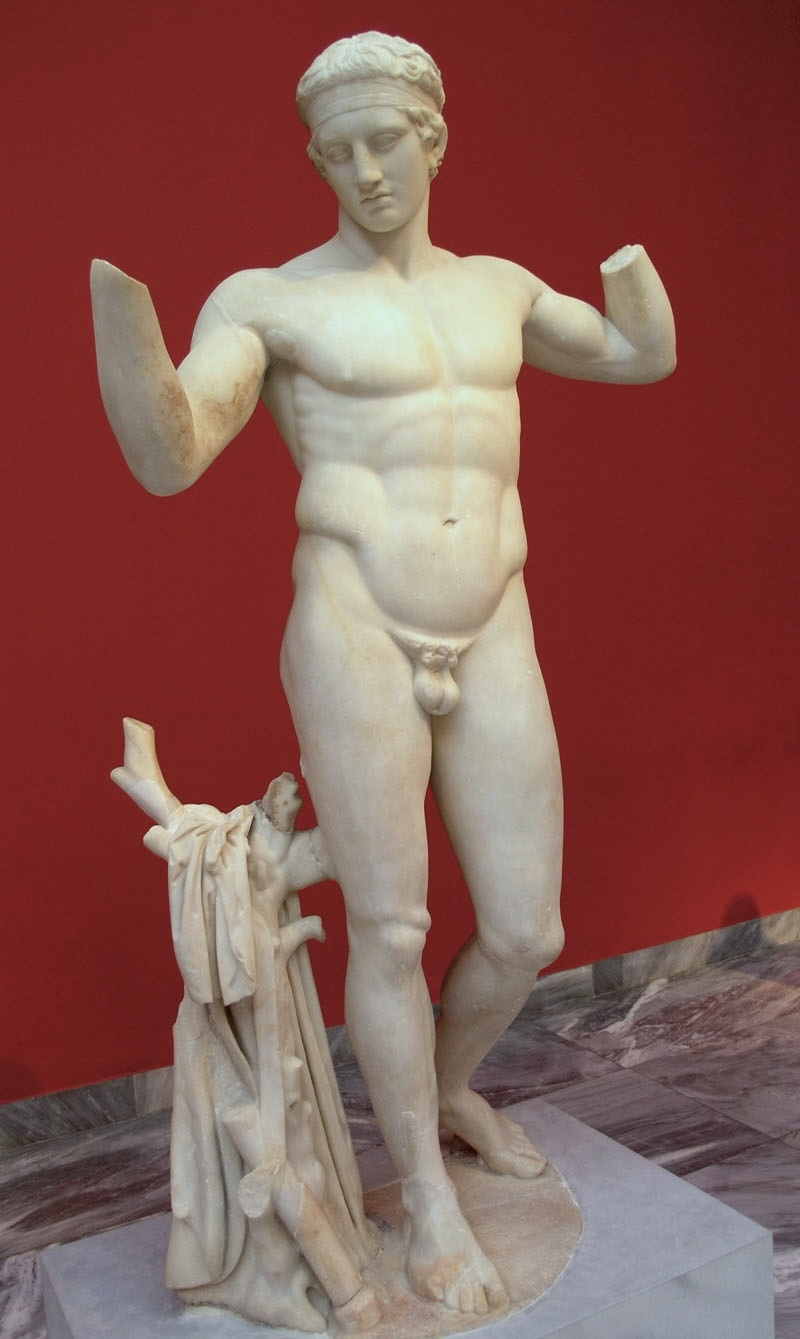
El Diadumen, atleta victoriós, de Policlet (3r quart del segle V a.C.).

El costum de la pederàstia estava vinculat inseparablement als esports organitzats. La principal ocasió que homes i nois tenien per conèixer-se i passar temps junts, a més d'una ocasió per ensenyar-los les arts de la guerra i la filosofia, era durant els esports de gimnàs. Aquest era principalment el camp d'entrenament per a aquestes disciplines i lloc de reunió per les relacions pederastes. En particular la pràctica d'esports nus era fonamental per al culte al cos i a l'erotisme que impregnava les societats pederastes. «Amb el que més es relaciona a les ciutats és amb els esports» és la frase que Plató usa per descriure els estats on als grecs els agradava prosperar. La paraula esport usada, gimnàstica, no solament es refereix a la disciplina atlètica com a tal, sinó a la seva arrel grega γυμνός, nu, del fet que tots els exercicis realitzats per homes i nois es realitzaven nus. Això feia possible la contemplació de la bellesa física i les seves conseqüències eròtiques.
La bellesa i el poder eròtic del cos nu eren ressaltats amb l'ús d'olis untats sobre ell. El proveïment d'olis per a aquesta decoració era una despesa molt cara per als gimnasos i es cobria per les arques públiques i per donacions privades. El seu ús també va ser variant amb el temps. Al principi es considerava una falta a la modèstia i els nois havien d'evitar ungir-se amb olis per sota de la cintura per no cridar l'atenció sobre la seva sexualitat. Aquesta restricció va desaparèixer presumiblement en temps de Plató.
La relació entre l'entrenador i els seus atletes sovint tenia una dimensió eròtica, i el mateix lloc en el qual tenien lloc els entrenaments servia igual per als coquetejos eròtics, com pot veure's en moltes escenes de seducció i enamoraments en tota mena de decoracions artístiques en palestres, i els objectes oposats tals com els estrígils i les esponges.

## Aspectes educatius i militars
Tant els escriptors antics com els moderns historiadors, com Bruce Thornton, coincideixen que l'objectiu de la pederàstia era pedagògic, canalitzar a l'Eros en la creació de ciutadans nobles i bons. Diversos temes mitològics suggereixen la seva utilització tant en la formació religiosa (vegeu les històries de Tàntal, Posidó o Pèlops), com en l'entrenament militar (Hèrcules i Files). El tema d'ensenyar a conduir un carro apareix diverses vegades (Posidó i Pèlops, Laios i Crisip). Es diu que Apol·lo va ensenyar a Orfeu, un dels seus estimats, a tocar l'arpa. I Zeus ho va fer amb el seu Ganimedes coper, un tema amb connotacions religioses. D'aquesta forma els amors dels déus rememoraven i simbolitzaven els dels mortals, i els seus ensenyaments assenyalarien el procés educatiu que tenia lloc entre l'amant i l'estimat.
Prenent com a exemple el ritu cretenc, l'historiador Èfor ens explica que un home (conegut com a Philetor, el que fa amics) va portar al noi (conegut com a Kleinos, el gloriós) a la muntanya on van passar molts mesos caçant i festejant amb els seus amics, tan satisfet va quedar el noi del comportament del seu company que es va canviar el nom per parastates, el camarada de lluita en la línia de batalla, i va correspondre a Philetor mantenint amb ell relacions íntimes que va proclamar públicament. Els aspectes pedagògics del relat d'Èfor són indiscutibles. I sens dubte és un ritu de pas a l'edat adulta culminat amb la tornada de la parella de les muntanyes i el procés d'inculcació dels valors de la societat masculina que ha tingut lloc.

### Funció militar
L'entrenament militar era fonamental a l'educació de la societat grega, inseparable de les altres matèries. La Grècia antiga sempre va estar embolicada en guerres, tant internes com externes, per la qual cosa la destresa militar estava altament valorada. Però les ciutats gregues no tenien un exèrcit regular pagat, com ho entenem avui, que entrenés als seus reclutes. Eren els propis ciutadans els que tenien el deure formar-se militarment per convertir-se en hoplites. Pel que una de les funcions principals de la pederàstia va ser la de conrear el valor i les habilitats guerreres, així l'entrenament militar es va convertir en consubstancial entre les seves tradicions. Era l'erastés el principal encarregat d'entrenar militarment al seu eromenos, ja que a causa del costum grec de matrimonis tardans, quan un noi arribava a l'edat militar el seu pare generalment ja era massa vell per encarregar-se d'aquesta tasca.

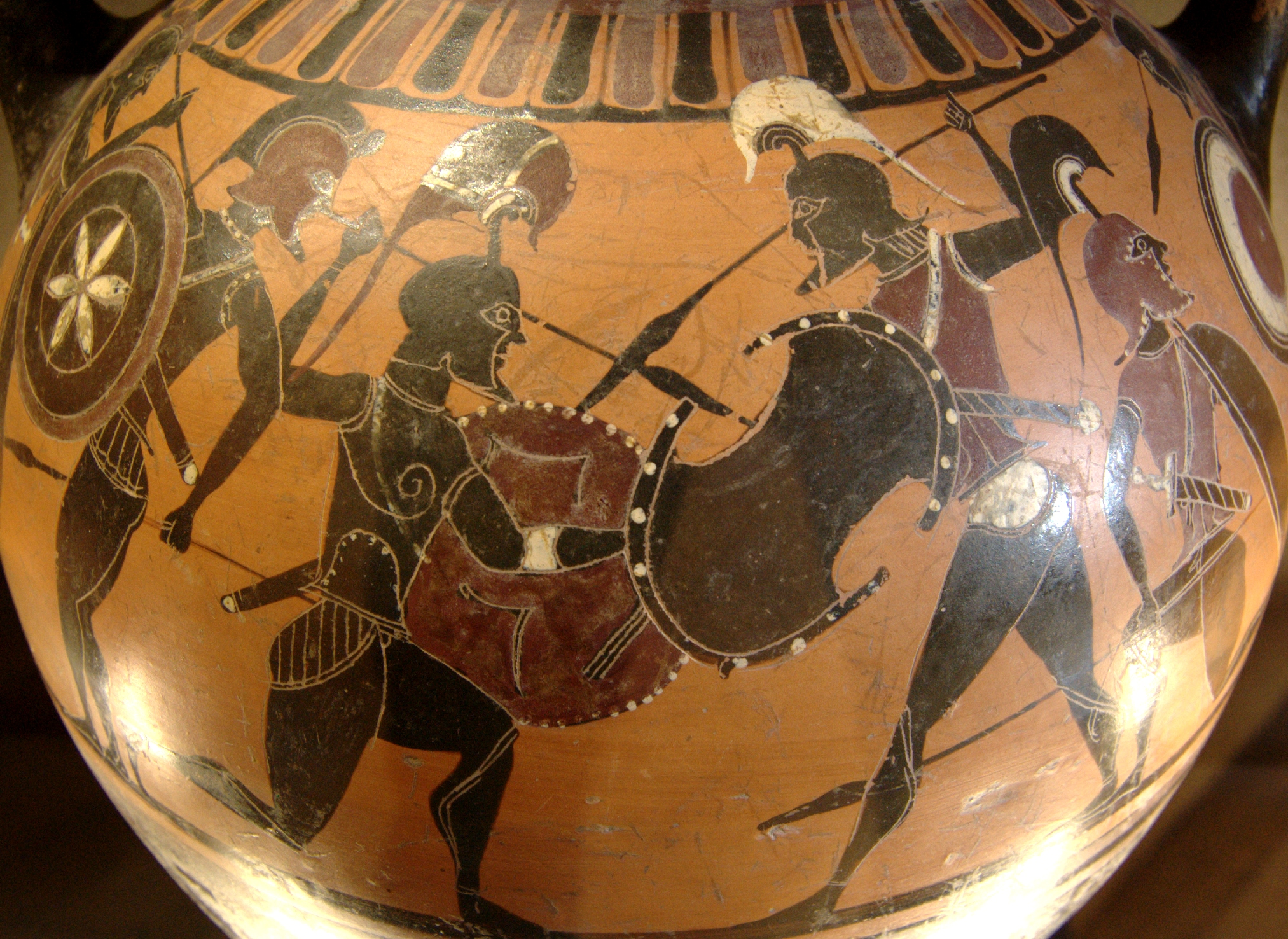
Guerrers grecs en una àmfora de figures negres. Museu del Louvre.

Quan es parla de l'homosexualitat en els exèrcits de l'antiga Grècia s'esmenta principalment al Batalló Sagrat de Tebes, però aquest no és l'únic exemple de pràctiques homoeròtiques o homosexuals entre els militars dels exèrcits grecs. Eren sovint utilitzades tant en l'ensinistrament i l'entrenament militar, com per mantenir la moral i enfortir els llaços i l'esperit de combat de la tropa en temps de guerra.
El Batalló Sagrat de Tebes, una unitat militar separada de la resta i reservada únicament a homes i els seus joves estimats, és normalment considerat com el primer exemple de com a l'antiga Grècia s'usava l'amor entre soldats de la tropa per estimular el seu esperit combatiu. Els tebans atribuïen al Batalló Sagrat el poder de Tebes durant la generació anterior a la seva caiguda davant Filip II de Macedònia, que va quedar tan impressionat davant del seu valor en combat que va manar construir un momument que encara avui es manté en peus en el lloc on es van enterrar als soldats. També va criticar durament les opinions que els espartans tenien del Batalló. Diu Plutarc en la seva obra Pelòpides:
Morin els que hagin pogut pensar que entre semblants homes hagi pogut haver-hi res reprensible.
En la mateixa obra, Plutarc cita també l'opinió de Pammenes de Tebes:
El Nèstor d'Homer no va ser molt hàbil capitanejant un exèrcit quan va ordenar que els grecs formessin per tribus (...), doncs havia d'haver unit els amants amb els seus estimats. Perquè els homes de la mateixa tribu es valoren molt poc els uns als altres quan el perill aguaita; però un grup cimentat en l'amistat basada en l'amor mai serà separat doncs, tement l'afront, els amants pels estimats, i aquests per aquells, així perseveren en els perills els uns pels altres.
Aquestes unions estan reflectides en episodis de la mitologia grega, com l'heroica relació entre Aquil·les i Pàtrocle en la Ilíada, on pel que sembla la seva unió va estimular tant la moral com la valentia. Les unions a l'exèrcit prenien la forma típica de pederàstia, sent escasses les relacions més igualitàries. Aquestes relacions han quedat documentades per molts historiadors grecs i en discursos filosòfics, així com en descortesos esments com la de Filip II de Macedònia, recollida per Plutarc:
Trobem que la majoria de les nacions guerreres són més addictes a l'amor, com els beocis, els lacedemonis i els cretencs. I entre els més antics herois cap va ser tan amorós com Melèagre, Aquil·les, Aristòmenes, Cimó o Epaminondes; l'últim dels quals va tenir com concubins a Asòpic i a Cafisodor, que va ser assassinat al costat d'ell en la Batalla de Mantinea i jeu enterrat molt proper a ell.
Durant la Guerra Lelantina entre Eretria i Calcis, abans d'una decisiva batalla els calcidians van demanar ajuda a un guerrer anomenat Cleòmac. Ell va respondre a la seva petició, portant al seu amant perquè observés. Liderant la càrrega contra els eretris, va portar a Calcis a la victòria pagant com a preu la seva pròpia vida. Els calcidians li van erigir una tomba al mercat en gratitud i van adoptar la pederàstia.

## Aspectes sexuals
D'acord amb les fonts antigues l'aspecte sexual de les relacions pederastes va variar molt. En un extrem les relacions van ser proclamades com d'amor cast, mentre que en l'altre costat de l'espectre llegim sobre parelles acusades de mantenir sexe anal en tots els seus rols.
Ciceró en descriure els costums espartans indica que s'esperava que els intercanvis amorosos ocorreguessin just abans de la consumació: «Els lacedemonis permeten totes les coses a excepció de l'atroç hybris en l'amor amb els joves, certament distingeixen el prohibit del permès amb una fina línia de separació i permeten abraçades i tocaments als amants.» No obstant això els atenesos, enemics dels espartans, anomenaven a la sodomia «l'estil lacedemoni» que ha arribat fins avui amb l'expressió el vici lacedemoni. Les fonts literàries són fins i tot més pujades de to, especialment en la comèdia antiga. Per exemple Aristòfanes en la seva obra La Pau, parodia el rapte de Ganimedes per Zeus convertit en àguila, hi ha un personatge cavalcant sobre un escarabat piloter cap a l'Olimp, una burla escatològica del sexe anal. Alguns historiadors moderns han conclòs que probablement dependria de cada parella que les relacions sexuals incloguessin sexe anal o no.

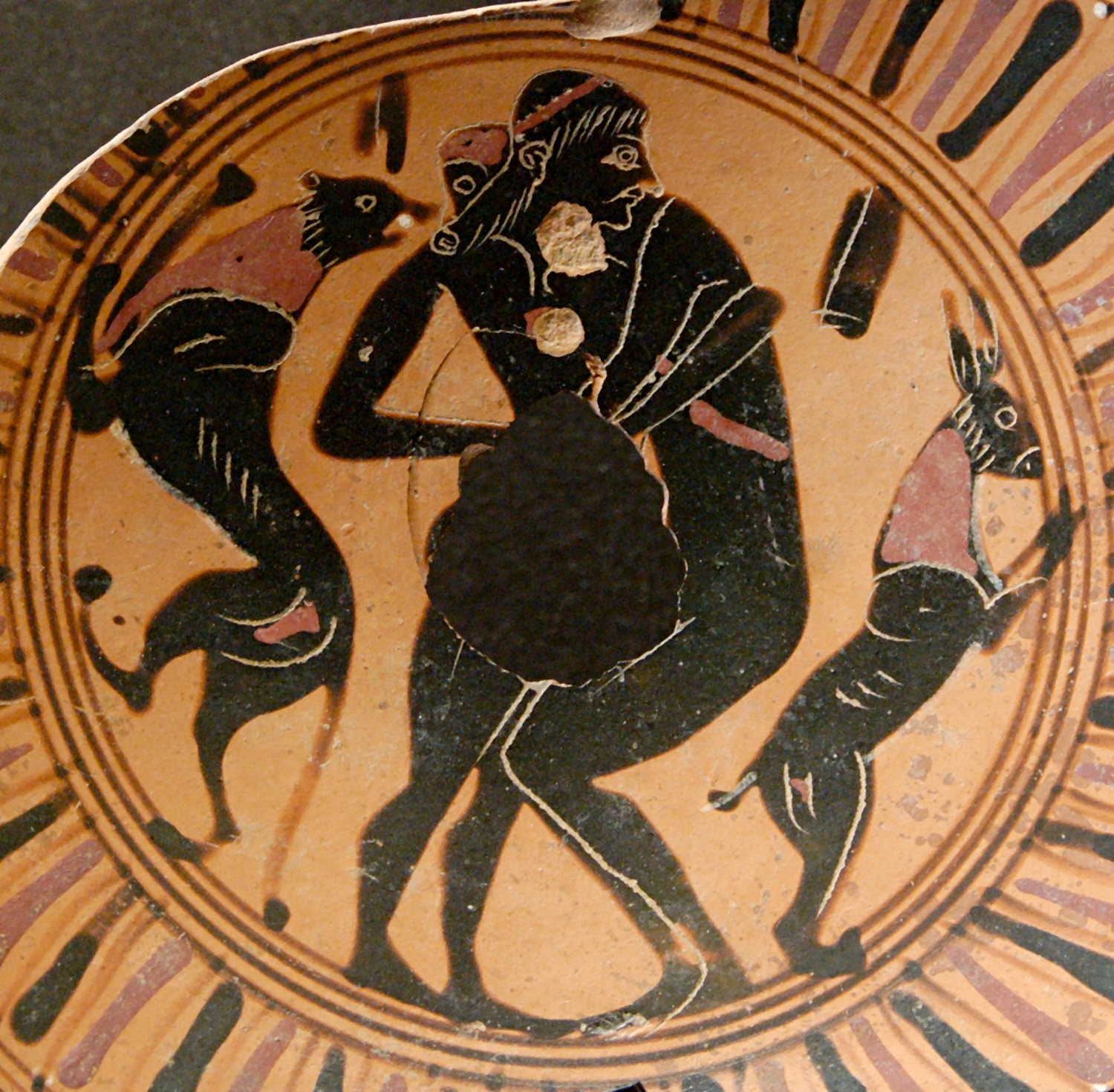
Escena eròtica pederasta, fragment d'una copa àtica de figures negres, 550 a.C.-525 a.C., en el Museu del Louvre.

En les pintures de la ceràmica dels segles VI aC i V aC que representen festejos pederastes l'home està implorant al jove, en una variació del gest grec de súplica. En aquest, normalment els suplicants abraçaven els genolls de la persona a la qual demanaven el favor, mentre tocaven la seva barbeta i li miraven als ulls. En les ceràmiques amb imatges pederastes l'home està dempeus també mirant-li als ulls i tocant la barbeta del noi amb una mà, però amb l'altra li acariciava els genitals. Els nois són mostrats en un variat grau de rebot o d'acceptació de les atencions de l'home. Quan les representacions mostren les relacions sexuals és en la forma anomenada sexe intercrural (fer-ho entre les cames), la parella està dempeus cara a cara, l'erastés abraça al jove amb el seu cap descansant sobre l'espatlla del noi mentre que el seu penis està entre les cames atapeïdes de l'eromenos.
El sexe anal rarament és esmentat o mostrat, i quan es feia es representava als amants sorpresos per un tafaner. Bastantes fonts esmenten que és vist com a vergonyós. Sobre això hi ha una rondalla atribuïda a Isop que diu que la deessa Aeschyne (la modèstia o el sentit de la vergonya), solia entrar en el cos humà per darrere, sempre que Eros no la seguís pel mateix camí; i que s'allunyava volant quan ell ho feia. Fonts literàries posteriors esmenten que es va fer més corrent al final de l'antiguitat. Així mateix, alguns gravats epigràfics com el grafit de Tera s'han interpretat com a evidències que en altres llocs podia haver estat més acceptat.
Kenneth Dover va afirmar que no s'esperava que l'eromenos (noi jove) sentís desig per l'erastés (home adult), que això resultaria poc masculí. Però proves més recents indiquen que en realitat sí que es produïa un desig recíproc, refutant la teoria anterior. Com assenyala Thomas Hubbard, en una controvèrsia amb David Halperin, que deia que els nois no s'excitarien; alguns gots ceràmics sí mostren com responen sexualment, i (cf. Aristòfanes, Les aus 142) «acariciar l'òrgan sexual del noi és una de les més comunes representacions dels gestos de festeig en els atuells. Quin sentit podria tenir aquest acte tret que l'amant, de fet, gaudeixi sentint i veient com l'òrgan del noi respon al seu estímul manual?.»
El tema del mutu desig també és un tema de debat en els temps antics. Mentre que el paper passiu resultava problemàtic, que un noi se sentís atret pels homes era considerat un signe de masculinitat, i es pensava que aquells nois que passaven més temps en companyia d'homes era dels quals s'esperava més èxit, per ser posseïdors en major mesura dels valors masculins.

## Aspectes religiosos

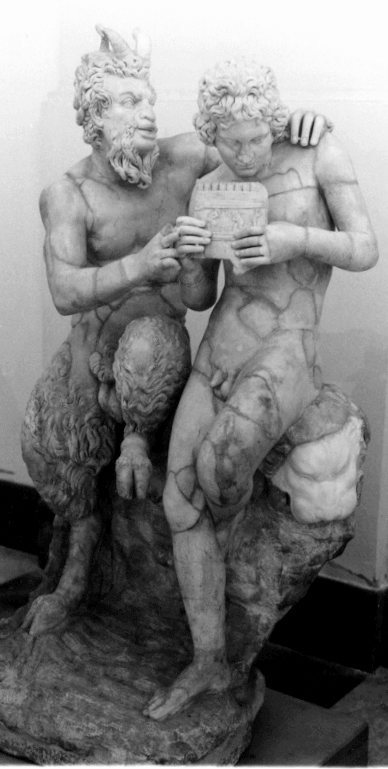
Pan ensenyant a Dafnis a tocar la flauta. Marbre d'Helidor; de 100 a.C., trobat a Pompeia.

La mitologia grega ens proporciona més de cinquanta exemples d'homes joves que eren amants de déus. Els poetes i la tradició atribueixen aquesta classe d'amors a: Zeus, Posidó, Apol·lo, Orfeu, Hèracles, Dionís, Hermes i Pan. Tots els déus principals del Panteó excepte Ares tenien aquestes relacions.
Aquesta relació entre homes i déus es creu que és derivada dels ritus d'iniciació indoeuropeus. En ells l'iniciat experimenta un estat d'èxtasi que li proporciona un viatge espiritual cap a una mort mística i la transfiguració, anàleg a les pràctiques xamàniques registrades en l'actualitat. Si fos així, els grecs del segle V aC havien oblidat aquesta connexió. El 476 aC el poeta Píndar, en la seva oda, Olímpiques I clama estar horroritzat davant la insinuació que els déus mengessin carn humana, en aquest context, es tracta d'una òbvia metàfora xamànica. Una teoria oposada, presentada per Murray en la seva obra Homosexualities dona crèdit als textos que creuen (o acusen) als cretencs de ser l'origen (entre ells Aristòtil). Indica l'aparent via de radiació des de Creta i assenyala que seria anòmal que a les àrees del nord de Grècia, més estretament vinculades amb els orígens indoeuropeus, no es conegui que estigués institucionalitzada la pràctica.
Els mites són també el vehicle per transmetre i assentar la moral i els cànons per a aquestes relacions. En el mite de Zeus i Ganimedes quan Zeus dona regals i garanties a Tros, rei de Troia i pare de Ganimedes, els antics recorden que fins i tot el rei dels cels ha de mostrar consideració amb el pare de l'eromenos. Molts altres mites pederàstics incorporen també al pare, indicant d'aquesta manera el paper essencial del pare en aquestes relacions. Els mites també parlen directament als joves, com a mostra una versió recentment descoberta del mite de Narcís. Aquesta versió, més arcaica que la que relata Ovidi en la seva obra Les metamorfosis, és un conte moral en el qual l'orgullós i insensible Narcís és castigat pels déus per haver rebutjat a tots els seus pretendents.
A Esparta existia un festival, la Gimnopèdia en honor de Leto i els seus fills, en la qual ballaven nois i homes casats. L'accés als solters majors de trenta anys estava restringit.

## Aspectes polítics

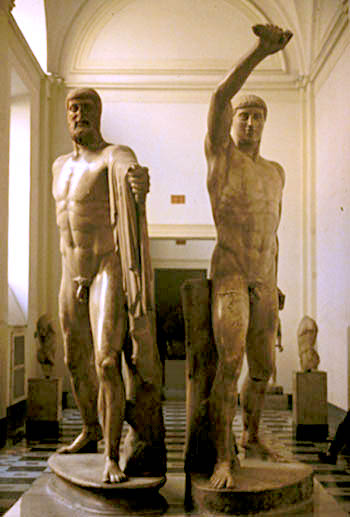
Harmodi i Aristogitó,
còpia romana de les estàtues ateneses, obra de Crítios i Nesiotes.

L'estat es beneficiava d'aquestes relacions segons estableixen els escriptors antics. La relació d'amistat funcionava com una contenció de la joventut, ja que si el jove cometia un delicte no era ell el castigat sinó el seu amant. A l'exèrcit, els amants lluitaven braç a braç i competien per brillar un per sobre de l'altre. Així, es deia, que un exèrcit compost per amants seria invencible, com ho va ser fins a la batalla de Queronea el Batalló Sagrat de Tebes, un batalló de cent cinquanta parelles de guerrers que lluitaven al costat dels seus estimats.
D'acord amb el sentiment popular, expressat en el discurs de Pausànies en el Simposi de Plató, les parelles pederastes eren també fonamentals per la democràcia i espantaven als tirans perquè els llaços entre ells eren més forts que l'obediència a les regles despòtiques. Ateneu afirma que «l'aristotèlic Jerònim diu que l'amor amb els nois està de moda perquè moltes tiranies han estat rebutjades per homes joves a la flor de la vida, units com a camarades en mútua comprensió». Dona exemples de tals parelles pederastes, com les d'Harmodi i Aristogitó, als quals hom els atribueix (potser simbòlicament) el derrocament del tirà Hípies i l'establiment de la democràcia a Atenes. I també a Caritó i Melanip.
Uns altres en canvi, com Aristòtil, sostenien que alguns estats recolzaven la pederàstia com un mitjà de control de la natalitat, dirigint l'amor i el desig sexual per un llit no-procreatiu, tret de la pederàstia també usada en altres cultures.
Hi ha constància que molts líders polítics van tenir relacions amb nois del seu mateix sexe com: Soló, Pisístrat, Hipias, Hiparc d'Atenes, Temístocles, Aristides, Críties, Demòstenes i Èsquines d'Atenes; Pausànies, Lisandre i Agesilau II d'Esparta; Polícrates de Samos; Hieró i Agàtocles de Siracusa; Epaminondas i Pelòpides de Tebes; i Arquelau, Filip II de Macedònia i Alexandre Magne de Macedònia.

## Característiques regionals
L'estructura de les pràctiques pederastes era diferent d'una polis a una altra, aquestes diferències sovint eren la base de la competència o l'insult entre ciutats. Per exemple, el personatge de Pausànies en El convit de Plató compara desfavorablement la forma de pederàstia de regions com Elis i Beòcia, on els homes tenen oratòria pobra i als nois se'ls permet cedir sense criteri; o Jònia, on als nois no se'ls permet cedir; amb la superior forma de pederàstia d'Atenes i Esparta, on els homes estan versats en les arts de la retòrica i els nois es relacionen de forma assenyada amb els seus pretendents, triant solament als més eloqüents.

### Atenes
Atenes tenia una detallada legislació per regular aquesta tradició. La primera legislació sobre la pederàstia s'atribueix a Soló, qui a més va compondre poesia lloant l'amor pels nois. A ell es deu la legislació que restringeix les relacions pederastes amb els nois lliures als ciutadans, un esclau seria condemnat a cinquanta fuetades a la plaça pública. I també es prohibia l'accés dels esclaus a les palestres, escoles de lluita, per evitar riscos. L'intercanvi de diners també estava prohibit i es condemnava als parents del noi que permetessin aquest comerç il·lícit. Els nois que venguessin els seus favors (hetaireesis) corrien el risc de perdre la majoria dels seus drets com a ciutadans en arribar a l'edat adulta. Per prevenir que els mestres s'aprofitessin dels seus alumnes se'ls prohibia mantenir les escoles obertes entre l'ocàs i l'alba, i es condemnava amb la pena de mort a qualsevol home menor de quaranta anys que gosés irrompre als patis.
La pederàstia era principalment un costum aristocràtic. L'alta societat atenesa encoratjava als erastés a proposar amor a un noi, al mateix temps que s'esperava del noi i la seva família que fos selectiu i no cedís massa fàcilment. En canvi aquestes relacions eren objecte de burles per part dels plebeus.
Els filòsofs atenesos de finals del segle V aC estaven molestos amb la falta d'autocontrol i la sexualitat precoç d'algunes relacions pederastes, pel que van elaborar una filosofia de la pederàstia que revaloritzava les relacions pederastes castes.

### Calcis
Calcis era conegut per ser el major centre pederasta de Grècia, per la qual cosa els atenesos usaven jocosament el verb chalkidizein com sodomitzar. Ateneu esmenta que els ciutadans de Calcis asseguraven que Ganímedes havia estat segrestat per Zeus al seu país, tenien assenyalat el lloc i ho anomenaven Harpagion. Es deia que al principi, la pederàstia no estava ben vista a Calcis. Però passant necessitat en la seva guerra contra Eretria van demanar ajuda del guerrer Cleòmac. Aquest va portar amb ell al seu eròmen. I els calcideus van admirar el valent comportament del jove liderant la càrrega de Calcis contra els eretris i portant-los a la victòria, amb el cost de la seva pròpia vida. Llavors van erigir un monument funerari al centre de la seva àgora i van començar a honrar la pederàstia. Aristòtil atribueix una cançó popular a aquest esdeveniment:

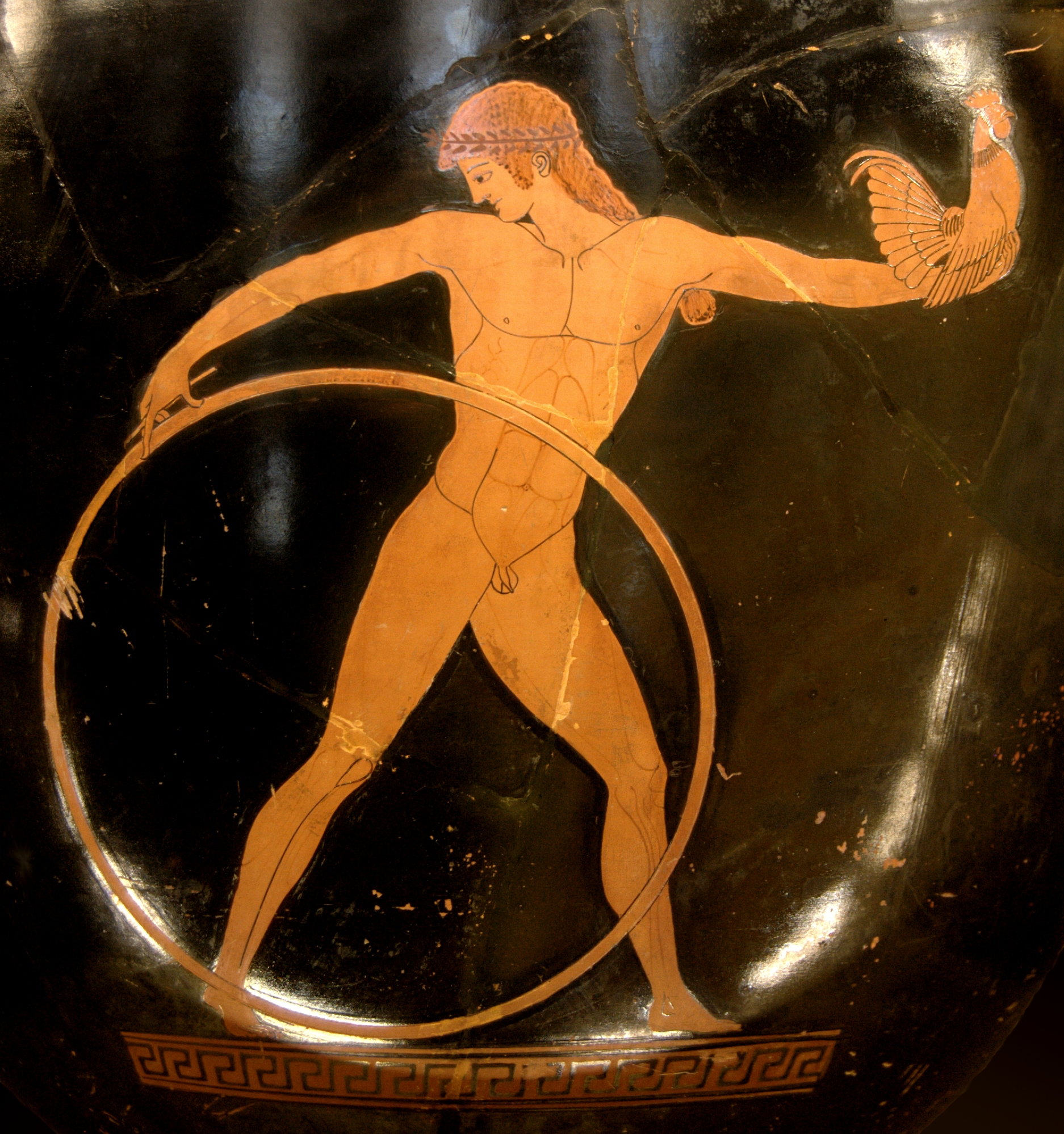
Ganímedes portant un cèrcol i un gall, regals de Zeus. Ceràmica àtica de figures vermelles, 500 a.C.; Pintor de Berlín; Museu del Louvre, París.

| « | Vosaltres nois d'alt llinatge amb gràcia i llança. No eviteu als valents homes parlar de la vostra bellesa als pobles de Calcis l'amor, branca lliure, prospera braç a braç amb valor | » |

### Creta
Els cretencs, un poble dori descrit per Plutarc, eren famosos per la seva moderació i la seva forma de vida conservadora. Practicaven un arcaic tipus de pederàstia en el qual l'erastés simulava ritualment el rapte del noi de la seva elecció, amb el previ avís i l'autorització del pare del noi. Llavors anaven a viure sols al bosc per una temporada i en algun moment anaven al temple d'Hermes i Afrodita a les muntanyes Dikti, i feien l'ofrena ritual d'una tableta i el sacrifici d'un animal. A la seva tornada el noi rebia regals molt cars: un equipament militar complet, un bou i un calze. Era llavors quan el noi declarava si volia continuar la relació o acabar-la.
El costum estava molt arrelat i es considerava una vergonya per a un noi no aconseguir un amant. Segons Estrabó era l'aspecte viril i el seu valor el que més apreciaven els amants i no la seva bellesa.
Alguns descobriments arqueològics indiquen que la pederàstia ja es practicava a Creta en el període minoic, 1650-1500 aC, i els doris podrien haver-la adoptat allà i estendre-la a Esparta i la resta de Grècia. Els antics situaven el seu origen en temps mitològics, Aristòtil afirma que va ser el rei Minos qui va establir la pederàstia com a mitjà de control de la natalitat en la comunitat illenca. Es creu que va ser aquí on es va introduir al mite de Ganímedes que Zeus hagués de portar regals per congraciar-se amb el pare del noi després de raptar-lo i emportar-se'l a l'Olimp.

### Esparta
Esparta, una altra polis dòria, va ser la primera a practicar el nudisme atlètic i una de les primeres a formalitzar la pederàstia. Els espartans creien que l'amor d'un home major proporcionava aristocràcia a un adolescent i era essencial per a la seva formació com a ciutadà lliure. L'estricta educació de la classe dominant (els homoioi), l'agogé, es basava en les regles de la pederàstia i era obligatòria per a aquesta classe social. També aquí era considerat per a un noi una deshonra no trobar un amant mentor.
La pederàstia espartana tenia les seves peculiaritats: com en altres ciutats l'erastés havia de cortejar al jove per ser triat, però aquí la seva llibertat d'elecció estava restringida; si era cortejat per dos homes honorables, un de ric i un altre pobre, si triava al ric era sancionat pels magistrats per la seva avarícia. D'altra banda si dos homes s'enamoraven del mateix noi, normalment, en lloc de competir per ell es convertien en amics i treballaven junts per millorar al noi. Una altra diferència era que per evitar l'orgull dels nois, que es donava en altres ciutats, eren ells els que havien de demanar a l'home que fos el seu mentor. Però la més notable peculiaritat espartana és que les dones també tenien una relació pederasta similar amb les noies.
Molts escriptors antics sostenen que la pederàstia espartana era del tipus cast, encara que també amb un component eròtic. Plutarc descriu les relacions com a castes i afirma que era impensable que un amant consumés sexualment la relació amb el seu estimat com no ho faria un pare amb el seu fill. Els elis anaven fins i tot més enllà afirmant que si qualsevol parella sucumbia a la temptació de caure en una relació carnal haurien de redimir l'afront a l'honor d'Esparta sent exiliats o pagant amb les seves pròpies vides. Encara que considerar l'estructura de la pederàstia espartana com asexuada xoca amb els escrits epigràfics trobats el 1898 a l'illa de Tera, grafits en les roques d'un penya-segat en les proximitats d'un gimnàs on es registren conquestes sexuals masculines.
A la guerrera Esparta, pederàstia i entrenament militar estaven íntimament lligats, com a moltes altres ciutats. Per exemple signa Ateneu que els espartans feien un sacrifici a Eros abans de cada batalla. L'amant era responsable de l'entrenament del noi i podia ser sancionat si aquest no complia els objectius marcats.
A Esparta se celebraven les Jacinties, en honor de Jacint, príncep mític espartà amant d'Apol·lo. Duraven tres dies i en el primer dia s'escenificava la seva mort i després se celebrava la seva reencarnació. S'ha suggerit que aquest cicle de renaixement podria representar el desenvolupament del noi en aquestes relacions.

### Jònia i Eòlia
La majoria dels poetes de l'Època Arcaica que van fer poemes pederastes, amb les úniques excepcions de Teognis i Tirteu, eren d'ascendència eòlia o jònica. A diferència de la guerrera Grècia continental aquestes polis eren marineres i comerciants. Pel que van transformar la pederàstia dòrica orientada a l'aprenentatge marcial obligatori en un assumpte intel·lectual i optatiu practicant-la amb fruïció.
En la seva tradició, figuren poetes com Anacreont i Alceu, un home prestigiós també pel seu valor i habilitats polítiques, que va compondre molts poemes simfònics que es van convertir més tard en part de la tradició continental. A diferència dels doris, on l'erastés tenia normalment només un eromen, a l'Est, un home podia tenir molts eròmens en el curs de la seva vida. Pels poemes d'Alceu sabem que l'amant convidaria tradicionalment al seu estimat a sopar amb ell.
No obstant això, després de l'annexió de Jònia per Pèrsia la pràctica de la pederàstia es va prohibir. Va ser considerada com un reflex de feblesa moral. D'una banda revelaria una ambició pel poder del governant. D'altra banda revelaria la covardia dels subjectes. Pel que es va considerar que la seva supressió dels costums conduiria a l'enfortiment dels llaços d'amistat i a produir ments inquisitives, fruit de l'amor.

### Mègara
Després d'Esparta, és una de les primeres ciutats associades amb la pràctica del nudisme atlètic, Mègara va ser el bressol del corredor Orsip, famós per ser el primer a córrer la carrera de velocitat nu en els jocs olímpics i el primer a ser coronat vencedor nu.
Mègara també va ser el bressol de Teognis, entre les seves obres hi ha moltes composicions pederastes, sovint dirigides al seu estimat Cirn. En els seus treballs associa el nudisme atlètic amb la pederàstia: "Feliç és l'amant que entrena nu, per tornar a casa i dormir tot el dia amb el seu bell noi.
Moltes crítiques sostenen que el seu no és el treball d'un simple poeta sinó que representa "la saviesa poètica de diverses generacions." Els poemes són ensenyaments socials, polítics o ètics a Cirn com a part de la seva formació per a la societat aristocràtica adulta de Mègara a la pròpia imatge de Teognis.
Cal apuntar que al segle VII a.C., quan es creu que va començar a formalitzar-se la pederàstia a les polis dòries, Mègara mantenia bones relacions amb Esparta, i és probable que hi hagués una tendència cultural a imitar els costums espartans.

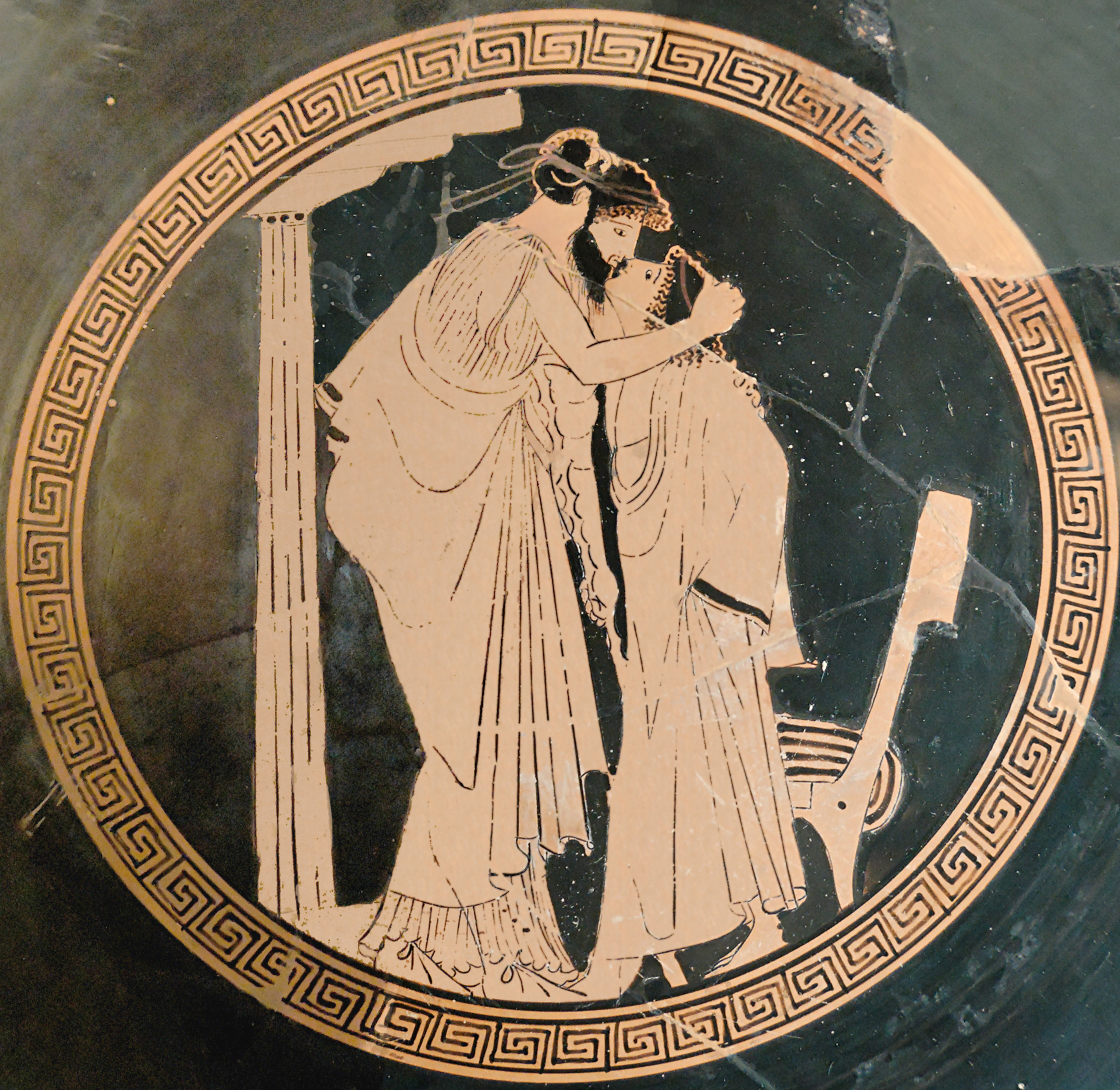
Amant i estimat besant-se. Tondo en un kílix àtic, del segle V a.C.; Museu del Louvre.

Hi havia un festival de petons, el Diocleia, en honor de Diocles, l'amant de Filolau, que consistia en què els nois participants besaven a un jutge, que premiava al que besés millor. Teòcrit ho descriu en un vers:
| « | I vosaltres megarencs, habitants de Nasaea, experts remers, mariners excel·lents, Sigueu sempre feliços! per l'honor degut a l'atenès Diocles, d'amistat veritable. Celebreu, amb el primer rubor de la primavera els joves envolten la seva tomba: Allà donaran el més dolç petó. El que tingui els més purs llavis de tornada amb la seva mare anirà de garlandes coronat. Agradable tacte al jurat ha de tenir, en veritat. I ha de tenir, em sembla, els ulls blaus de Ganimedes. Invocava multitud de pregàries, la boca que posseeix el frec de llavis genuí, com la gemma de Lidia prova l'or, que el concurs per un instant mostrarà, pur o infame, com els apostants saben. | » |

### Tebes

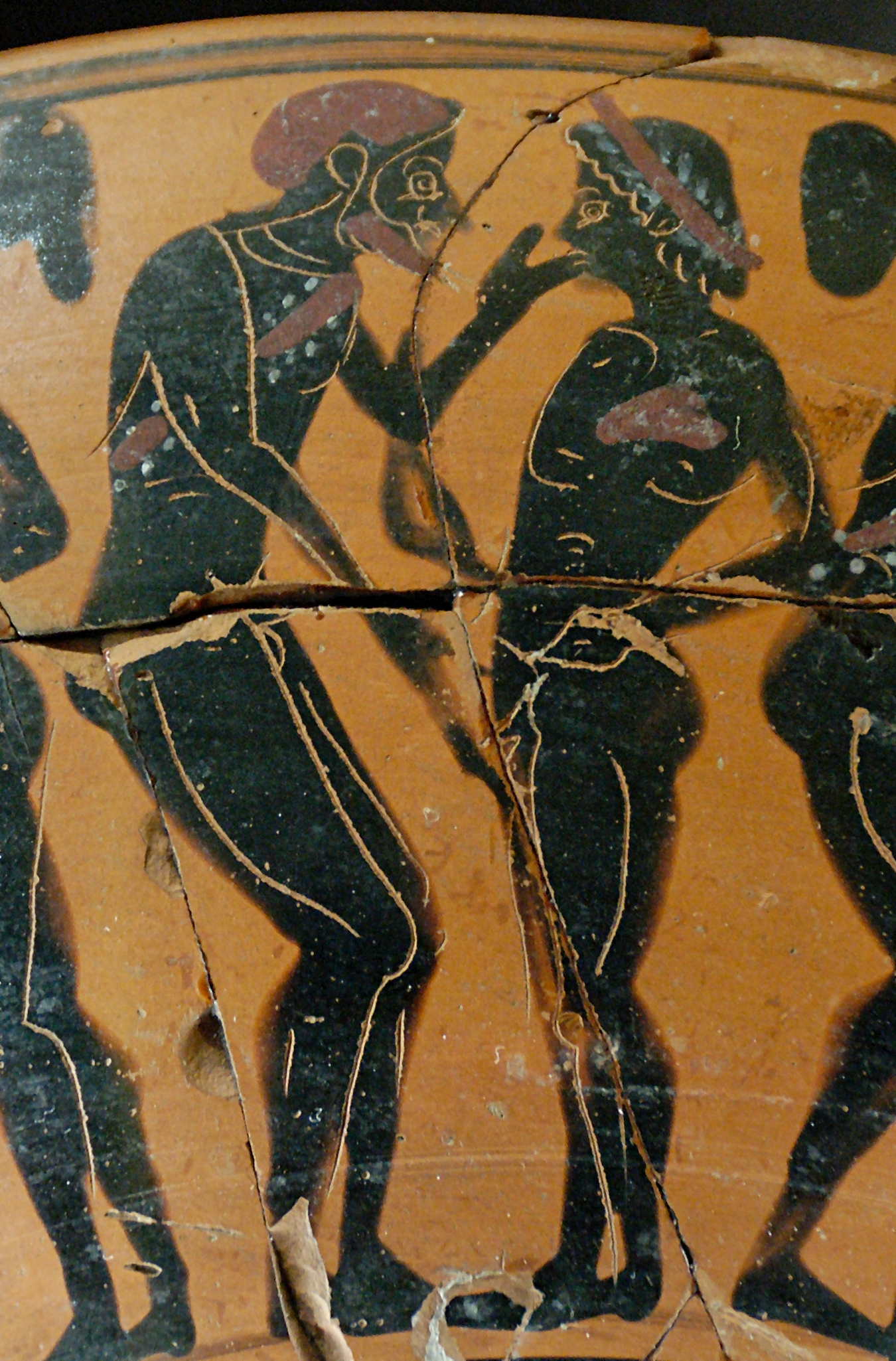
Festeig pederasta, Atuell decorat de figures negres. 530 a.C. – 520 a.C.

A Tebes, la principal ciutat de Beòcia i cèlebre per la seva pràctica pederasta, la tradició estava arrelada en el mite fundacional de la ciutat. En aquest cas, les històries són citades com a contraexemples. Una representa a Laios, un dels avantpassats mítics dels tebans, en el seu paper d'amant que traeix al pare raptant al seu fill. I també és un mite pederasta de Beòcia la història de Narcís.
La pederàstia tebana va ser institucionalitzada com un mecanisme per a l'educació dels nois, per "suavitzar mentre són joves la seva natural feresa", i per "temperar els modals i el caràcter dels joves".
Els seus contemporanis (en la seva majoria els atenesos) els acusaven de practicar una pederàstia més lliure, sense cap restricció, i comunament es referien als tebans com els «porcs beocis» per les seves maneres rurals. Però semblen degudes a prejudicis nacionalistes i xenòfobs. Ja que les escasses fonts locals, com el poeta Píndar, presenten una visió similar a la de les altres polis de la zona. De la mateixa manera, les pintures en ceràmiques semblen mostrar unes pràctiques iguals a les quals s'aprecien en els atuells d'Atenes i Corint.
Per la seva importància cal destacar el Batalló Sagrat de Tebes, un batalló de 300 homes estructurat per parelles d'amants que lluitaven junts, que va romandre imbatible fins al seu extermini en la batalla de Queronea el 338 aC, malgrat la qual cosa Filip II de Macedònia va manar a les seves tropes victorioses retre homenatge als seus enemics morts per haver presentat fins al final la major valentia que mai havia vist en combat.
A Tebes es rendia culte a Iolau, l'eròmen (amant jove) d'Hèracles. Els amants feien un jurament de lleialtat al davant de la seva tomba i se celebrava un festival gimnàstic anual, les Iolaia, en honor seu.

## Influència a la literatura i a les arts
La pederàstia impregnava la cultura grega en tots els seus àmbits. Famosos polítics, guerrers, escriptors i artistes van gaudir d'aquesta classe de relacions i està datada la seva pràctica des d'almenys l'any 600 aC fins a l'any 400 dC
Els poetes la van idealitzar des de l'època arcaica fins al final del període hel·lenístic. Famosos poetes com Alceu, Íbic, Anacreont, Teognis, Píndar, Estrató i per descomptat Safo van escriure sobre l'amor pederasta.
Cinc diàlegs filosòfics debaten sobre les seves implicacions ètiques. Notables filòsofs i erudits van escriure sobre el tema com Plató, Aristòtil, Xenofont, Plutarc i Llucià.
Les tragèdies sobre el tema eren molt populars. Els dramaturgs més importants tenien obres amb el tema com a trama principal o amb personatges que s'estimaven, com Èsquil, Sòfocles i Eurípides. Aristòfanes també va fer teatre còmic sobre les relacions sexuals entre homes i joves.
Nombroses peces de ceràmica, tant de figures negres com vermelles, portaven decoracions homoeròtiques, amb centenars d'inscripcions celebrant l'amor dels nois. La iconografia dels gerros i atuells de l'època presenten moltes de les seves manifestacions: escenes de festeig, ofrenes de regals, moltes de les seves funcions educatives com a escenes de xerrades pedagògiques en el gimnàs i relacions sexuals de tota classe. Algunes amb textos del tipus inscripció kalos idealitzant la bellesa i l'atracció física de l'eromenos, que generalment acompanyaven un retrat d'un bell estimat.
Fins i tot l'escultor Fídies va immortalitzar al seu amant Pantarces en marbre inscrivint el seu nom en el dit de la colossal estàtua de Zeus.
Durant el període hel·lenístic historiadors com Plutarc, Ateneu i Claudi Elià van descriure la història de les relacions homosexuals a Grècia des dels seus orígens.